# Вулиця Смотрицького (Львів)
Вулиця Смотрицького — вулиця у Залізничному районі міста Львова, у місцевості Скнилівок. Сполучає вулиці Виговського та Щирецьку.

## Історія
Виникла на початку XX століття, як невеличкі вулички у складі міського села Скнилівок. Після приєднання селища до міста Львова у 1952 році, вулиці надано назву — Червоноармійська. Сучасна назва вулиці Смотрицького походить з 1993 року, на честь письменника, церковного та освітнього діяча Речі Посполитої, українського мовознавця Мелетія Смотрицького.

## Забудова
Забудова вулиці Смотрицького — одноповерхова садибна 1930—1960-х років, нові індивідуальні забудови. Під '№ 2 розташована офтальмологічна клініка «Global Vision».